# Israel Gohberg

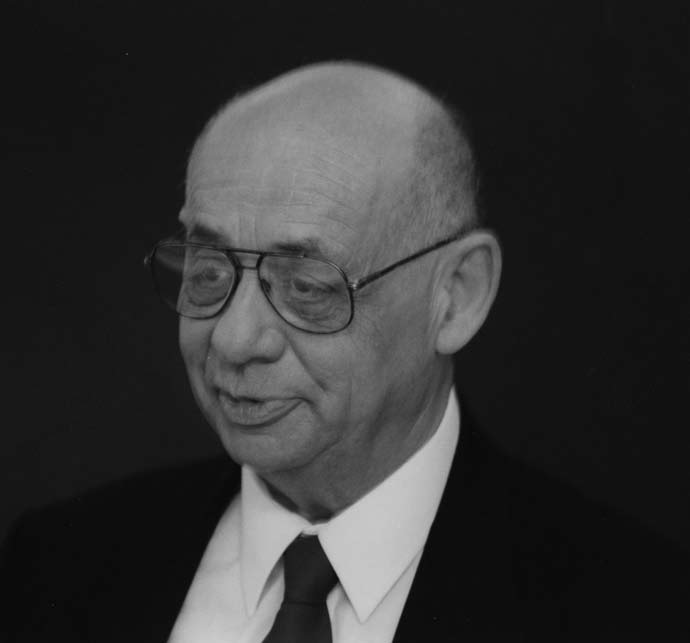

Israel Gohberg (hebräisch ישראל גוכברג; russisch Израиль Цудикович Гохберг; * 23. August 1928 in Tarutino, Bessarabien; † 12. Oktober 2009 in Kfar Saba) war ein sowjetisch-israelischer Mathematiker, der sich mit Funktionalanalysis und Matrizentheorie beschäftigte.

## Leben und Wirken
Gohberg ging in Frunse (heute: Bischkek) in Kirgisien zur Schule. Danach studierte er an der 1945 gegründeten Universität Kischinjow in der Moldawischen SSR und an der Leningrader Universität, wo er 1954 bei Mark Krein promovierte (Kandidatenarbeit).
Er habilitierte sich an der Lomonossow-Universität in Moskau (russisch: Doktor der Wissenschaften). Danach lehrte er an der Pädagogischen Hochschule in Belzy und in Soroki in Moldawien, bevor er Professor in Kischinjow wurde und Mitglied der moldawischen Akademie der Wissenschaften (1964).
1969 beschloss er, nach Israel auszuwandern, er und seine Familie erhielten aber erst 1974 Visa. In Israel war er Professor an der Universität Tel Aviv und am Weizmann-Institut in Rehovot. 1983 wurde er Professor an der Vrije Universiteit Amsterdam. Er war unter anderem Gastprofessor an der University of Calgary und der University of Maryland in College Park.
Gohberg beschäftigte sich mit Integralgleichungen und Operatortheorie. Er war Mitbegründer der Zeitschrift „Integral Equations and Operator Theory“. Er veröffentlichte über 500 Arbeiten und betreute über 40 Doktoranden.
1992 erhielt er den Humboldt-Forschungspreis, 2008 den Mark-Grigorjewitsch-Krein-Preis. Einen Ehrendoktor erhielt er 1997 von der TU Darmstadt, 2001 von der TU Wien, 2002 von der Universität des Westens Timișoara und 2008 vom Technion. Seit 1985 war er auswärtiges Mitglied der Königlich Niederländischen Akademie der Wissenschaften (KNAW). 1993 erhielt er den Hans-Schneider-Preis.
Gohberg lebte mit seiner Frau Bella und ihren beiden Töchtern in Ra’anana; er starb nach längerer Krankheit im Meir-Krankenhaus von Kafr Saba.

## Schriften
- mit Mark Krein: Introduction to the theory of linear non-self-adjoint operators, AMS 1969
- mit Mark Krein: Theory and applications of Volterra operators in Hilbert space. AMS, Providence 1970
- mit Wladimir Boltjanski: Sätze und Probleme der kombinatorischen Geometrie, Deutscher Verlag der Wissenschaften, 1972
- mit Israel Feldman: Faltungsgleichungen und Projektionsverfahren zu ihrer Lösung, Birkhäuser, 1974 (deutsch herausgegeben von Siegfried Prößdorf; englische Übersetzung American Mathematical Society 1974)
- mit Naum Krupnik: Einführung in die Theorie der eindimensionalen singulären Integraloperatoren, Birkhäuser, 1979
- mit Harm Bart und Marinus A. Kaashoek: Minimal factorization of matrix and operator functions. Birkhäuser, 1979
- mit Kevin Clancey: Factorization of matrix functions and singular integral operators. Birkhäuser, 1981
- mit Peter Lancaster, Leiba Rodman: Matrix polynomials, Academic Press, 1982
- mit Peter Lancaster und Leiba Rodman: Matrices and indefinite scalar products. Birkhäuser, 1983
- mit Peter Lancaster und Leiba Rodman: Invariant subspaces of matrices with applications. Wiley, New York 1986
- mit Joseph A. Ball und Leiba Rodman: Interpolation of rational matrix functions. Birkhäuser, 1990
- mit Seymour Goldberg, Marinus A. Kaashoek: Classes of linear operators, Birkhäuser, 2 Bände, 1990, 1993
- mit Naum Krupnik: One-dimensional linear singular integral equations. Birkhäuser, 1992
- mit Marinus A. Kaashoek und Frederik van Schagen: Partially specified matrices and operators. Birkhäuser, 1995
- mit Seymour Goldberg und Nahum Krupnik: Traces and determinants of linear operators. Birkhäuser, 2000
- mit Seymour Goldberg und Marinus A. Kaashoek: Basic classes of linear operators. Birkhäuser, 2003
- mit Robert L. Ellis: Orthogonal systems and convolution operators. Birkhäuser, 2003
- mit Peter Lancaster und Leiba Rodman: Indefinite linear algebra and applications. Birkhäuser, 2005
- posthum mit Yuli Eidelman, Iulian Haimovici: Separable Type Representations of Matrices and Fast Algorithms, Birkhäuser, 2014

## Belege
1. ↑  Past Members: Israel Gohberg. Königlich Niederländische Akademie der Wissenschaften, abgerufen am 2. Mai 2023 (mit Link zur Biografie).
2. ↑  Zvia Faro-Gohberg, Yanina Israeli-Gohberg: Our Dad’s Mathematics. In: Harm Bart, Thomas Hempfling, Marinus A. Kaashoek: Israel Gohberg and Friends. On the Occasion of his 80th Birthday. Birkhäuser, Basel 2008, ISBN 978-3-7643-8733-4, S. 41–50 (Vorschau bei Google Bücher).
3. ↑  Christiane Tretter: In Memoriam Israel Gohberg. In: Integral Equations and Operator Theory. Band 65, 2009, S. 305 f. (doi:10.1007/s00020-009-1730-x).

| Personendaten    | Personendaten             |
| ---------------- | ------------------------- |
| NAME             | Gohberg, Israel           |
| KURZBESCHREIBUNG | israelischer Mathematiker |
| GEBURTSDATUM     | 23. August 1928           |
| GEBURTSORT       | Tarutino                  |
| STERBEDATUM      | 12. Oktober 2009          |
| STERBEORT        | Kafr Saba                 |